# Гервіг Колльманн
Гервіг Макс Карл Фріц Едуард Герд Колльманн (Herwig Max Karl Fritz Eduard Gerd Collmann; 1 вересня 1915, Позен — 6 лютого 2005, Гамбург) — німецький офіцер-підводник, капітан-лейтенант крігсмаріне, адмірал флотилії бундесмаріне.

## Біографія
5 квітня 1935 року вступив в рейхсмаріне. Пройшов підготовку на навчальному вітрильнику «Горх Фок» і легкому крейсері «Емден». В 1936 році здійснив поїздку за кордон. Після повернення в Німеччину навчався у військово-морському училищі Мюрвіка, потім пройшов курс підводника. В 1938/40 роках — 1-й вахтовий офіцер на підводних човнах U-10 та U-56. З 8 липня 1940 по 4 січня 1941 року — командир U-17, з 20 березня по 3 вересня 1941 року — U-562. на якому здійснив 2 походи (52 дні в морі). Після цього був призначений навчальним керівником 24-ї флотилії. З вересня 1944 по березень 1945 року — командир 21-ї флотилії, після чого був призначений в штаб командувача підводним флотом. В травні 1945 року взятий в полон. В листопаді 1947 року звільнений.
В 1952 році вступив в управління Бланка, в 1955 році — в бундесмаріне, півреферент Федерального міністерства оборони. В 1957/58 роках — начальник відділу і заступник командира 5-го корабельного управління в Бремергафені. В 1958 року пройшов курс викладача тактики в Лондоні. В 1958/60 роках — командир навчального фрегата «Граф Шпее». В 1960/62 роках — викладач Училища внутрішнього керівництва в Кобленці. В 1962/63 роках навчався в оборонному коледжі НАТО в Парижі. В 1963/65 роках — командир навчального корабля «Дойчланд». В 1965/66 роках — керівник навчальної групи C військово-морського училища Мюрвіка. В 1966/69 роках — командир Училища внутрішнього керівництва в Кобленці. В 1969/73 роках — інспектор з навчання і підготовки в морському управлінні Вільгельмсгафена. В 1973 році вийшов у відставку.

## Звання
- Кандидат в офіцери (5 квітня 1935)
- Морський кадет (25 вересня 1935)
- Фенріх-цур-зее (1 липня 1936)
- Оберфенріх-цур-зее (1 січня 1938)
- Лейтенант-цур-зее (1 квітня 1938)
- Оберлейтенант-цур-зее (1 жовтня 1939)
- Капітан-лейтенант (1 квітня 1942)

## Нагороди
- Медаль «За вислугу років у Вермахті» 4-го класу (4 роки)
- Залізний хрест
  - 2-го класу (20 вересня 1939)
  - 1-го класу (січень 1940)
- Нагрудний знак підводника (13 листопада 1939)
- Орден «За заслуги перед Федеративною Республікою Німеччина», офіцерський хрест (1971)